# 중화절
중화절(中和節)은 음력 2월 1일에 농사철이 시작되는 것을 기념하는 중국과 조선의 세시 풍속으로, 민간에서는 머슴들에게 송편 등을 나누어 주고, 궁중에서는 임금이 재상과 시종들에게 잔치를 베풀고 중화척을 나누어 주기도 했다.

## 역사
‘중화’(中和)는 ‘중용’(中庸)과 같은 말로, 중국에서 만물은 ‘중화’에서 자란다고 하여 일 년 중 농사를 시작하는 날을 중화절이라 불러 농서(農書)를 올리게 하고, 농업이 국가 근본임을 나타내었다.  당나라 덕종 이전에는 정월 그믐날이였으며, 이후 2월 초하루로 바뀌었다.
중국의 풍습을 본 따 조선시대에는 정조 20년(1796년)에 임금이 재상과 시종들에게 잔치를 베풀고, 농업에 힘써라는 뜻으로 중화척(中和尺)이라는 자를 나누어 주면서 비롯되었다. 이 풍속은 조선 후기까지 지속되었다.
민간에서도 음력 2월 초하루에 농사가 시작된다고 해서 일꾼들을 잘 먹이고, 나이떡이라고 해서 나이 수 대로 송편을 먹게 했다.

## 중화척
중화척(中和尺)은 얼룩무늬가 있는 대나무나 잎갈나무로 만들었는데, 바느질자보다 조금 짧았다.

## 같이 보기
- 머슴날
- 영등날
- 농업인의 날